# Ma'adim Vallis
Ma'adim Vallis je jedno z největších údolí na povrchu Marsu, které se nachází na jižní polokouli vtékající do kráterů Gusev. Údolí měří přes 825 kilometrů a místy je až 20 km široké a 2 km hluboké, což je mnohem více než má pozemský Grand Canyon. Údolí se táhne z oblastí jižní vyvýšeniny severně do zmiňovaného kráteru Gusev. Údolí se občas rozšiřuje, což svědčí nejspíše o existenci dřívějších jezer jako například Eridania Lake.
Předpokládá se, že údolí bylo vyhloubeno tekoucí vodou v dřívější historii planety. Název pochází z hebrejštiny, kde znamená jméno planety Mars.
V oblasti kráteru Gusev, kam se údolí „vlévá“ se nachází přistávací zóna amerického vozítka Spirit.